# سرداب بالا
سرداب بالا (بالفارسية: سرداب بالا) هي قرية تقع في قسم تششمة لنغان الريفي في إيران. يقدر عدد سكانها بـ 0 نسمة بحسب إحصاء 2016.